# Port Stanley (Ontario)
Pour les articles homonymes, voir Stanley.
Port Stanley est une localité dans la municipalité de Central Elgin (en) dans le Comté d'Elgin, sur la rive nord du Lac Érié au Canada.
C'est l'endroit où l'explorateur Adrien Jolliet a débarqué en 1669, quand que les européens parcouraient pour la première fois les Grands Lacs. Plus tard en 1812, l’expédition du général Brock a campé sur la plage, alors qu’elle faisait route vers Détroit.